# Viktor Mineyev
Viktor Mineyev, né le 19 juin 1937 et mort à Moscou le 22 juillet 2002, est un  spécialiste soviétique du pentathlon moderne.

## Biographie
Il fut médaillé olympique.
Il est le premier sportif dans l'histoire de la République de Azerbaïdjan gagnant la médaille d'or olympique (1964 jeux Olympiques de Tokyo).
Il est enterré au cimetière Mitinskoe à Moscou.

## Jeux olympiques
- Champion olympique par équipe en 1964.

## Liens
- Pentathlon moderne aux Jeux olympiques